# Tayabas
Tayabas é um cidade de  sexta classe de renda da cidade (d) na província Quezon, nas Filipinas. De acordo com o censo de 1 de maio  de  2020 possui uma população de 112 658 pessoas e 27 849 domicílios.